# Steesow
Steesow is een plaats en voormalige gemeente in de Duitse deelstaat Mecklenburg-Voor-Pommeren, en maakt deel uit van het Landkreis Ludwigslust-Parchim.
Op 1 januari 2016 is de gemeente samengevoegd met Grabow (Elde).